# Big Daddy Kinsey
Lester „Big Daddy“ Kinsey (* 18. März 1927 in Pleasant Grove, Mississippi; † 3. April 2001 in Gary, Indiana) war ein US-amerikanischer Bluesgitarrist, Mundharmonikaspieler und Sänger.

## Leben
In seiner Jugend spielte er Gospelmusik mit Gitarrenbegleitung. In späterer Jugendzeit spielte er auf Partys, doch sein Vater, der Pastor der Gary’s Chase Street Church of God, mochte das nicht. 1944 übersiedelte er nach Gary, Indiana, wo er 1947 heiratete. Er arbeitete dort in einem Stahlwerk. 1957 gründete er eine Familienband (Big Daddy Kinsey and His Fabulous Sons), die bis 1972 bestand. Um seine Familie zu ernähren, blieb er längere Zeit von der Musikszene fern, erst am Ende der 1960er-Jahre spielte er wieder Blues mit einer Gruppe namens The Soul Brothers.
Seine musikalischen Wurzeln lagen sowohl in der Tradition des Deltas als auch im Chicago Blues der Nachkriegszeit. Seine Söhne Donald, Ralph und Kenneth sowie Ron Price formierten sich 1984 als The Kinsey Report und begleiteten ihren Vater bis zu dessen Tod 2001. Ihre musikalische Bandbreite reicht bis zu Bluesrock mit Einflüssen von Funk und sogar Reggae. 1993 veröffentlichten sie das Album „I Am the Blues“, ein Tributalbum für Muddy Waters, auf dem sie mit Buddy Guy, James Cotton, Billy Branch, Sugar Blue und Pinetop Perkins zusammenarbeiteten.
Big Daddy Kinsey starb 2001 im Alter von 71 Jahren an Prostatakrebs in Gary, Indiana.

## Diskografie

### Big Daddy Kinsey
- 1984: Bad Situation (Rooster Blues)
- 1990: Can’t Let Go (Blind Pig)
- 1993: I Am the Blues (Verve)
- 1995: Ramblin’ Man (House Of Blues)[3]

### The Kinsey Report
- 1987: Edge of the City (Alligator Records)
- 1989: Midnight Drive (Alligator Records)
- 1991: Powerhouse (Charisma)
- 1993: Crossing Bridges (Capitol)
- 1998: Smoke and Steel (Alligator Records)[4]